# La bomba (песня Рики Мартина)
"La Bomba" (рус. «Бомба», хотя песня относится к напитку) — это третий сингл с альбома Рики Мартина «Vuelve». Он был выпущен 13 апреля 1998 г. Ремикс сделал Пабло Флорес.

## Клип
Клип был снят Уэйном Айшемом в апреле 1998 г. в Майами.

## Появление в чарте
Песня достигла двадцать седьмой строки в Hot Latin Songs в США и пятой в Испании. В не испаноязычных  странах "La Bomba" достигла пика на двадцать седьмой строке в Австралии, тридцать первой в Швеции, сорок пятой во Франции и девяностой в Германии.

## Форматы и трек-листы
Australian CD maxi-single
1. "La Bomba" (Remix – Radio Edit) – 4:17
2. "La Bomba" (Remix – Long Version) – 9:43
3. "La Bomba" (Remix – Dub Mix) – 7:47
4. "The Cup of Life" – 4:28

European CD maxi-single
1. "La Bomba" – 4:34
2. "La Bomba" (Remix – Radio Edit) – 4:17
3. "La Bomba" (Remix – Long Version) – 9:43

US CD maxi-single
1. "La Bomba" (Spanglish) – 3:50
2. "La Bomba" (Remix – Radio Edit) – 4:17
3. "La Bomba" (Remix – Dub Mix) – 7:47
4. "La Bomba" (Remix – Long Version) – 9:43
5. "La Bomba" – 4:34

### Чарты
| Чарт (1998)                  | Наивысшая позиция |
| ---------------------------- | ----------------- |
| Australian Singles Chart     | 27                |
| Finnish Top 50 Hits          | 30                |
| French Singles Chart         | 45                |
| German Singles Chart         | 90                |
| Spanish Singles Chart        | 5                 |
| Swedish Singles Chart        | 31                |
| US Billboard Hot Latin Songs | 27                |
| US Billboard Latin Pop Songs | 11                |
| US Billboard Tropical Songs  | 13                |